# Jaime Rodríguez
Jaime Alberto Rodríguez Jiménez  (født 17. januar 1959) er en tidligere fodboldspiller fra El Salvador.

## El Salvadors fodboldlandshold
| El Salvadors landshold | El Salvadors landshold | El Salvadors landshold |
| År                     | Kmp                    | Mål                    |
| ---------------------- | ---------------------- | ---------------------- |
| 1979                   |                        |                        |
| 1980                   |                        |                        |
| 1981                   |                        |                        |
| 1982                   |                        |                        |
| 1983                   |                        |                        |
| 1984                   |                        |                        |
| 1985                   |                        |                        |
| 1986                   |                        |                        |
| 1987                   |                        |                        |
| 1988                   |                        |                        |
| 1989                   | 8                      | 1                      |
| Total                  | 8+                     | 1+                     |